# Dolichoris inornata
Dolichoris inornata is een vliesvleugelig insect uit de familie vijgenwespen (Agaonidae). De wetenschappelijke naam is voor het eerst geldig gepubliceerd in 1979 door Wiebes.